# José Federico de Carvajal Pérez
José Federico de Carvajal Pérez (Màlaga, 1930 – 2015)
 és un polític i advocat espanyol que fou President del Senat entre 1982 i 1989 sota el govern del PSOE.

## Biografia
Va néixer el 14 de març de 1930 a la ciutat de Màlaga. Instal·lat a Madrid, va estudiar dret a la Universitat de Madrid, on es va llicenciar el 1956.
Membre de l'Associació Internacional d'Advocats destacà per la seva defensa de la democràcia i la llibertat, defenent diversos casos de consell de guerra davant el Tribunal d'Ordre Públic (TOP).

## Activitat política
Membre del Partit Socialista Obrer Espanyol (PSOE) des de 1954, fou president de la Federació de Treballadors de Dret de la UGT.
En les eleccions generals de 1977 fou escollit senador al Senat per la província d'Àvila, esdevenint Secretari 3r de la Mesa del Senat i membre de la Comissió de la Constitució. En les eleccions generals de 1982 fou reescollit senador, en aquesta ocasió per la província de Madrid, i fou nomenat President del Senat, càrrec que ocupà durant dues legislatures en ser reescollit senador en les eleccions generals de 1986
En les eleccions generals de 1989 fou escollit diputat al Congrés per la província de Madrid, d'on formà part de la Comissió Constitucional i de Justícia i Interior. Abandonà la política activa al final de la IV Legislatura.

## Reférencies
1. ↑  «Fallece el expresidente del Senado José Federico de Carvajal» (en castellà).  Europa Press.
2. ↑  «José Federico de Carvajal, expresidente del Senado» (en castellà).   EFEdoc, 13-06-2015. Arxivat de l'original el 2015-06-16. [Consulta: 13 juny 2015].